# El milagro de vivir (telenovela chilena)
El milagro de vivir es una telenovela chilena creada por María Elena Gertner y emitida por Televisión Nacional de Chile desde el 10 de septiembre hasta el 28 de diciembre de 1990. Es protagonizada por Consuelo Holzapfel y Tomás Vidiella.

## Argumento
El argumento se basa en dos historias paralelas que se mezclaban y los escenarios en que se desarrollaba eran la Clínica San Damián y el Policlínica La Esperanza. Contaba la historia de cinco médicos, donde están presentes la vocación de algunos y el interés monetario de otros para construir el nudo dramático, en que se mezclaban elementos como el amor, la intriga y el suspenso.
En uno de los extremos estaba Miguel, para quien la medicina era un apostolado, y en el otro extremo estaba Ricardo, quien solo buscaba ganar dinero como cirujano plástico, aunque sus sueños se trastornaban cuando conocía a una humilde joven que tenía el rostro desfigurado.

## Reparto
- Consuelo Holzapfel como Clarisa Montes / Elsa Montes
- Tomás Vidiella como Aníbal Gómez
- Luis Alarcón como Dr. Marcial Ríos
- Shlomit Baytelman como Sofía Rivadeneira
- Osvaldo Silva como Dr. Pedro Molina
- Silvia Santelices como Silvia Amenábar
- José Secall como Claudio Morán
- Peggy Cordero como Trinidad Vial
- Violeta Vidaurre como Rosa Mackenna
- Francisco Reyes como Dr. Ricardo Gómez
- Rosario Zamora como Dra. Marisa Ramírez
- Renato Münster como Dr. Miguel Ángel Sandoval
- Solange Lackington como Dra. Paulina Silva
- Pablo Ausensi como Dr. Sergio Ríos
- Paulina García como María Pía Valdés
- Paulina Urrutia como Elcira Troncoso
- Claudio Arredondo como Patricio Moraga
- Nancy Paulsen como Marisol Ríos
- Claudio Reyes como Eduardo Moreira
- Lorene Prieto como Alicia Méndez
- Luz Jiménez como Flora Uribe
- Ana Reeves como Margarita Troncoso
- Gabriela Medina como Carmen Olave
- Elena Muñoz como Cristina Sandoval
- Carmen Disa Gutiérrez como Mariana Durán
- Edgardo Bruna como Harold Stevens
- Tito Bustamante como Marcelo Salazar
- Patricia Pardo como Constanza Wilson
- David Guzmán como Dr. Eugenio Palacios
- Alejandra Rubio como Pilar Rojas
- Rodrigo Pérez como Dr. Rodrigo Núñez
- Mireya Véliz como Antonieta García
- Mario Montilles como Alberto Hernández
- Pina Brandt como Emma Flores
- Mónica Sifrind como Eugenia Tobar
- Mario Bustos como Alfonso Silva
- Luz Berríos como Berta Muñoz
- Víctor Carrasco como Luis González
- Claudia Santelices como Marcela Rubio
- Esperanza Silva como funcionaria de la Clínica San Damián
- Victor Rojas como abogado
- Rodolfo Pulgar como amigo de Patricio Moraga en el hospital psiquiátrico
- Pedro Villagra como Lucas, cuidador de la parcela de Aníbal Gómez

## Banda sonora
1. Eduardo Valenzuela - Es el mejor amor
2. Emmanuel - Ven con el alma desnuda
3. Roberto Carlos - Abre las ventanas al amor
4. Nydia Caro - Soledad
5. Vic Dana - Red roses for a blue lady
6. José Luis Perales - Amarte así
7. Alejandro Lerner - Secretos
8. Vikki Carr - Propuesta
9. Carlos Mata - Déjame intentar
10. Celeste Carvallo - Una canción diferente
11. Eduardo "Palomo" Fuentes - Mil veces más
12. Carlos Javier Beltrán - Lo mejor de mí
13. Claudio Reyes - Por un amor así
14. Mónica Posse - El amor es la fuerza
15. La luna les canta - Y la luna les canta **

- - No incluido en el casete oficial de la banda sonora